# Seven Creeks
Seven Creeks är ett vattendrag i Australien. Det ligger i delstaten Victoria, omkring 150 kilometer norr om delstatshuvudstaden Melbourne.
Trakten runt Seven Creeks består till största delen av jordbruksmark. Runt Seven Creeks är det mycket glesbefolkat, med 3 invånare per kvadratkilometer. Genomsnittlig årsnederbörd är 778 millimeter. Den regnigaste månaden är februari, med i genomsnitt 101 mm nederbörd, och den torraste är november, med 39 mm nederbörd.